# One Piece 3D: Mugiwara Chase
One Piece 3D: Truy tìm mũ rơm (Nhật: ＯＮＥ ＰＩＥＣＥ ３Ｄ 麦わらチェイス Hepburn: One Piece 3D: Mugiwara Chase) là phim điện ảnh đầu tiên của One Piece dưới định dạng 3D. Phim được công chiếu vào ngày 19 tháng 3 năm 2011.

## Phân vai
- Okamura Akemi vai Nami
- Cho vai Brook
- Hirata Hiroaki vai Sanji
- Ohtani Ikue vai Tony Tony Chopper
- Yamaguchi Kappei vai Usopp
- Kazuki Yao as Franky
- Nakai Kazuya vai Zoro Roronoa
- Tanaka Mayumi vai Monkey D. Luffy
- Yamaguchi Yuriko vai Nico Robin
- Yamaguchi Tomomitsu vai Buzz Schneider
- Ikeda Shuuichi vai Shanks